# Клекерс, Лукас
Лукас Клекерс (нем. Lukas Kleckers; род. 1996) — немецкий профессиональный игрок в снукер.

## Биография и карьера
Родился 18 мая 1996 года в Эссене, земля Северный Рейн-Вестфалия.
Клекерс впервые обратил на себя внимание в 2013 году, когда в возрасте 17 лет достиг самый высокий рейтинг и выиграл самый престижный любительский турнир в Германии — German Amateur Championship, победив в финале Романа Дитцеля со счётом 4:2.
В последующие годы он дважды достиг участия в отборочных раундах чемпионата мира, проиграв 6:10 Ноппону Саенгхаму в 2015 году и 7:10 Рори Маклауду в 2016 году. В 2015 году на Riga Open он выиграл матч у Энтони Хэмилтона со счетом 4:0, после чего проиграл Стивену Магуайру со счётом 0:4.
В мае 2017 года Луккас Клекерс прошел через Q-School, выиграв шесть матчей, заработав двухлетнее участие в Мэйн-туре на сезоны 2017/18 и 2018/19.